# Війна Грималітів з Наленчами (1382—1385)

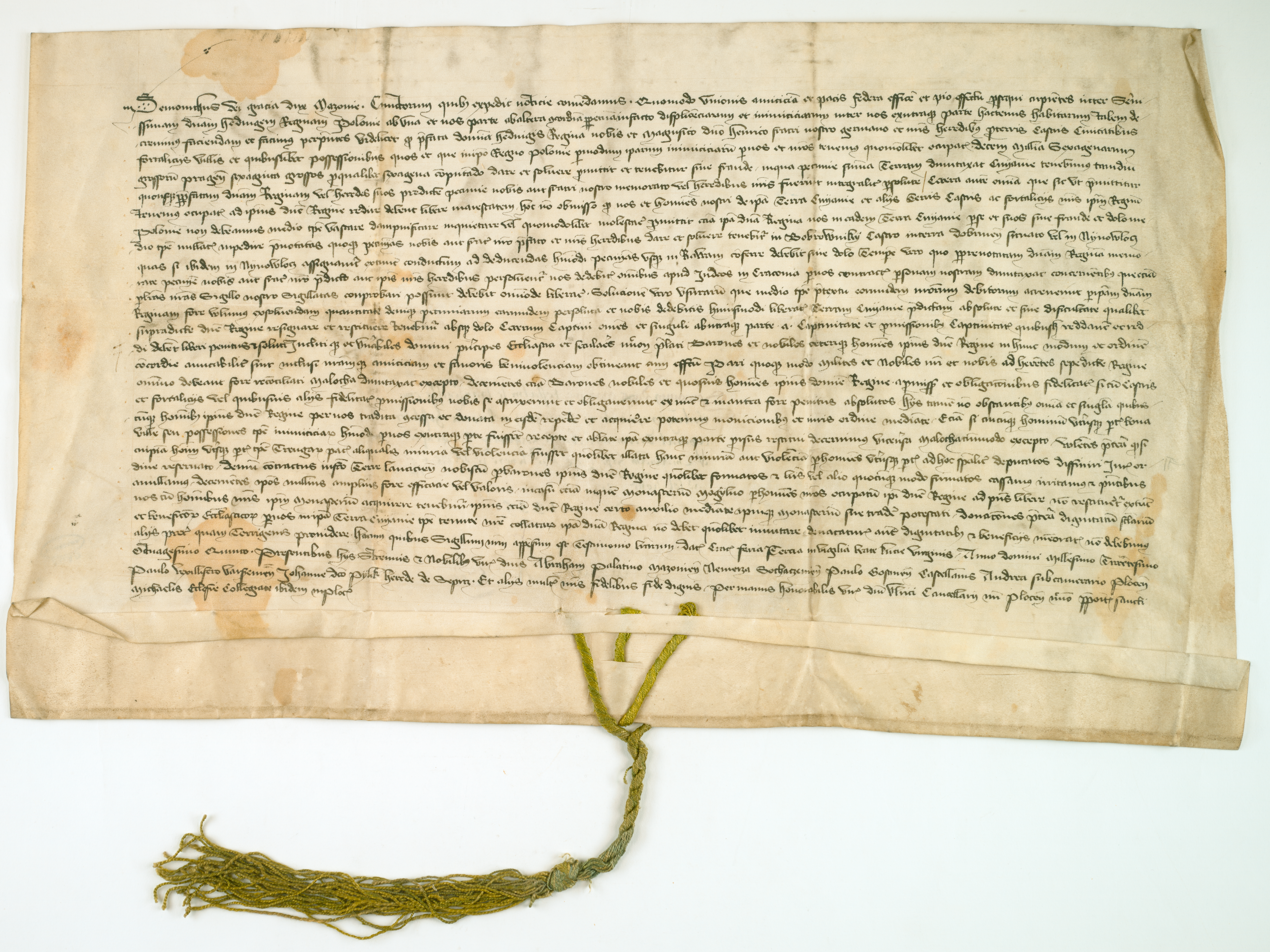
Мирна угода Земовита IV та Ядвіги Анжу, 12 грудня 1385

Громадянська війна у Великопольщі (1382—1385) або Війна Грималітів з Наленчами (пол. Wojna domowa w Wielkopolsce або (пол. Wojna Grzymalitów z Nałęczami) — військовий конфлікт у Великопольщі, а ширше у Польському королівстві, в період «міжкоролів'я» 1382—1385 рр., що був викликаний боротьбою за владу і польський трон між представниками династій П'ястів, Анжуйської династії та Яґеллонами.
Іншою назвою конфлікту є «Війна між Грималітами та Наленчами» представниками великих польських родів гербів Гримала і Наленч, оскільки основна частина громадянської війни включала в себе боротьбу між представниками цих двох родин (кланів) за панівну позицію у Великій Польщі.

## Історія

Герб Гримала

Герб Наленч

1370 року, після смерті Короля Польщі і Русі Казимира Великого, який не залишив нащадків, припинилось правління династії П'ястів.
Король Угорщини Людовик I, з династії Анжу, мати якого була рідною сестрою Казимира, ще 1350 року уклав угоду між Польщею та Угорщиною, про те, що в разі, якщо у Казимира не буде прямих спадкоємців, то колишні володіння Казимира переходить у власність до Людовика.
Таким чином Польське та Руське королівства перейшли під владу угорського короля Людовіка І Великого зі статусом персональної унії. Людовик І одночасно став королем Угорщини, королем Польщі та королем Русі. Офіційно Руське Королівство продовжувало вважатись окремим королівством на рівні з Королівством Польщею, Королівством Хорватією та Королівством Угорщиною, що були з'єднані персональною унією в особі одного спільного монарха.
У 1372 року король Людовік, бажаючи звільнити Русь від польських впливів, передав владу над Королівством Русі своєму наміснику — Князю сілезькому Володиславу Опольчику (правив до 1378), який титулував себе «Господар, пан та дідич Руської землі» та карбував власну монету. Папа Римський звертався до нього в листі як до «князя Опольського і володаря Русі» (duci Opuliensi et principi Rusciae).
У 1376—1378 роках тривала запекла боротьба між Владиславом Опольчиком та Любартом за владу в Руському королівстві.
Смерть Людовика І в 1382 році, який також не залишив спадкоємців чоловічої статі, призвело до періоду «міжкоролів'я». Хоча, відповідно до Кошицького привілею, владу мала отримати одна з дочок Людовіка, але його вибір на користь Марії, виявився спірним, оскільки чоловік Марії Сигізмунд Люксембург був непопулярним серед польської шляхти.
Різні політичні фракції в Польщі не могли узгодити правонаступництво, в результаті чого виник військовий конфлікт.
Фракція, що зібралася навколо клану Гримала, підтримала Сигізмунда, тоді як клан Наленч віддав перевагу претенденту на Польську корону з династії П'ястів, князю Земовиту IV.
Громадянська війна у Великопольщі тривала три роки й була досить жорстокою і кривавою. Як пишуть польські історики було «багато вбивств» і «цілі клани в ній загинули».
Поки точилась виснажлива війна у Великій Польщі, князі і шляхта Малої Польщі, об'єднались і 1384 року проголосили 10-річну молодшу доньку Людовика Ядвігу Анжуйську королевою Польщі, за умови розірвання польсько-угорської унії.
Коронація Ядвіги ознаменувала собою кінець більшості військових дій в цій громадянській війні.
Та ж політична фракція в Малопольщі домоглась розірвання заручин Ядвіги з австрійським герцогом й її шлюбу з Великим князем Литовським Ягайлом. Який після перемоги у Громадянській війні у Великому князівстві Литовському (1381—1384), став також і Королем Польщі та «Володарем і Спадкоємцем Русі».
Ягайло став родоначальником династії Ягелонів, які правили в Польщі, Великому князівстві Литовському та Великому князівстві Руському протягом 200 років.